# Tórsvøllur
Tórsvøllur [ˈtɔuɻʂˑvœdlʊɹ], wörtlich „Thors Platz“, ist das Nationalstadion der Färöer in der Hauptstadt Tórshavn. Mit 6000 Plätzen ist es gleichzeitig das größte Stadion des Landes. 
Das Fußballstadion wurde 2000 eingeweiht. Hier werden Heimspiele der färöischen Nationalmannschaft ausgetragen, das erste Spiel wurde bereits am 18. August 1999 vor der offiziellen Eröffnung abgehalten. Bis 2005 wurden auch die Endspiele um den Landespokal in dieser Spielstätte ausgetragen. Ein Vereinsstadion ist Tórsvøllur indes nicht. Die Hauptstadtvereine HB Tórshavn und B36 Tórshavn spielen nebenan im Stadion Gundadalur auf Kunstrasen. Dennoch wird Tórsvøllur von anderen Vereinen auch als Spielstätte für Europapokalspiele genutzt.
Am 2. September 2011 wurde gegen Italien das erste Länderspiel auf den Färöern unter Flutlicht ausgetragen. Die Beleuchtungsstärke beträgt 1400 Lux, die Kosten für die gesamte Anlage beliefen sich auf ca. 16,5 Mio. DKK.
Neben Tórsvøllur und Gundadalur gibt es noch das Svangaskarð-Stadion in Toftir, das wegen seines Naturrasens und der Zuschauertribüne ebenfalls von der UEFA zugelassen ist.

Spiel gegen Griechenland am 13. Juni 2015
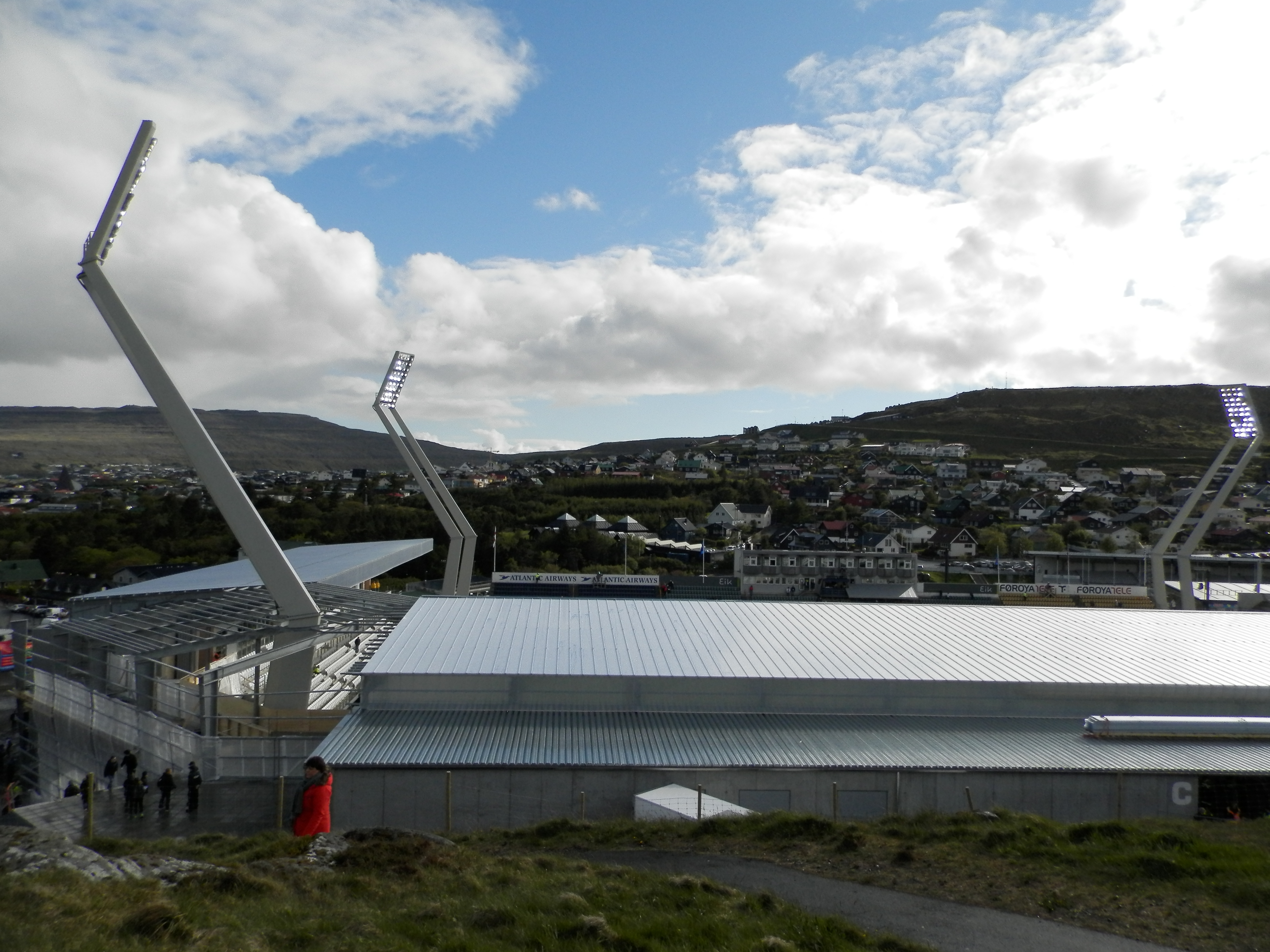
Stadion von Nordosten
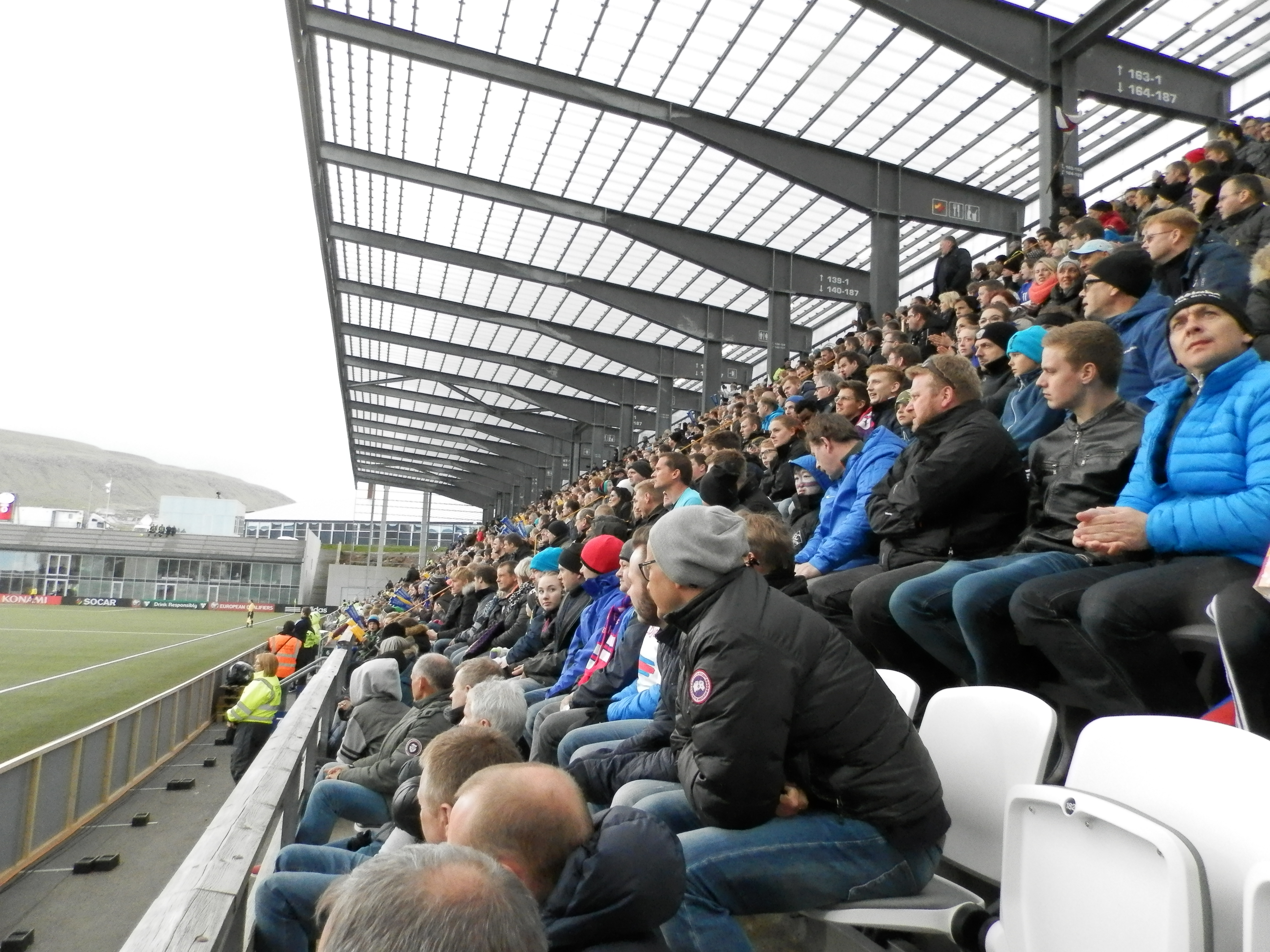
Haupttribüne
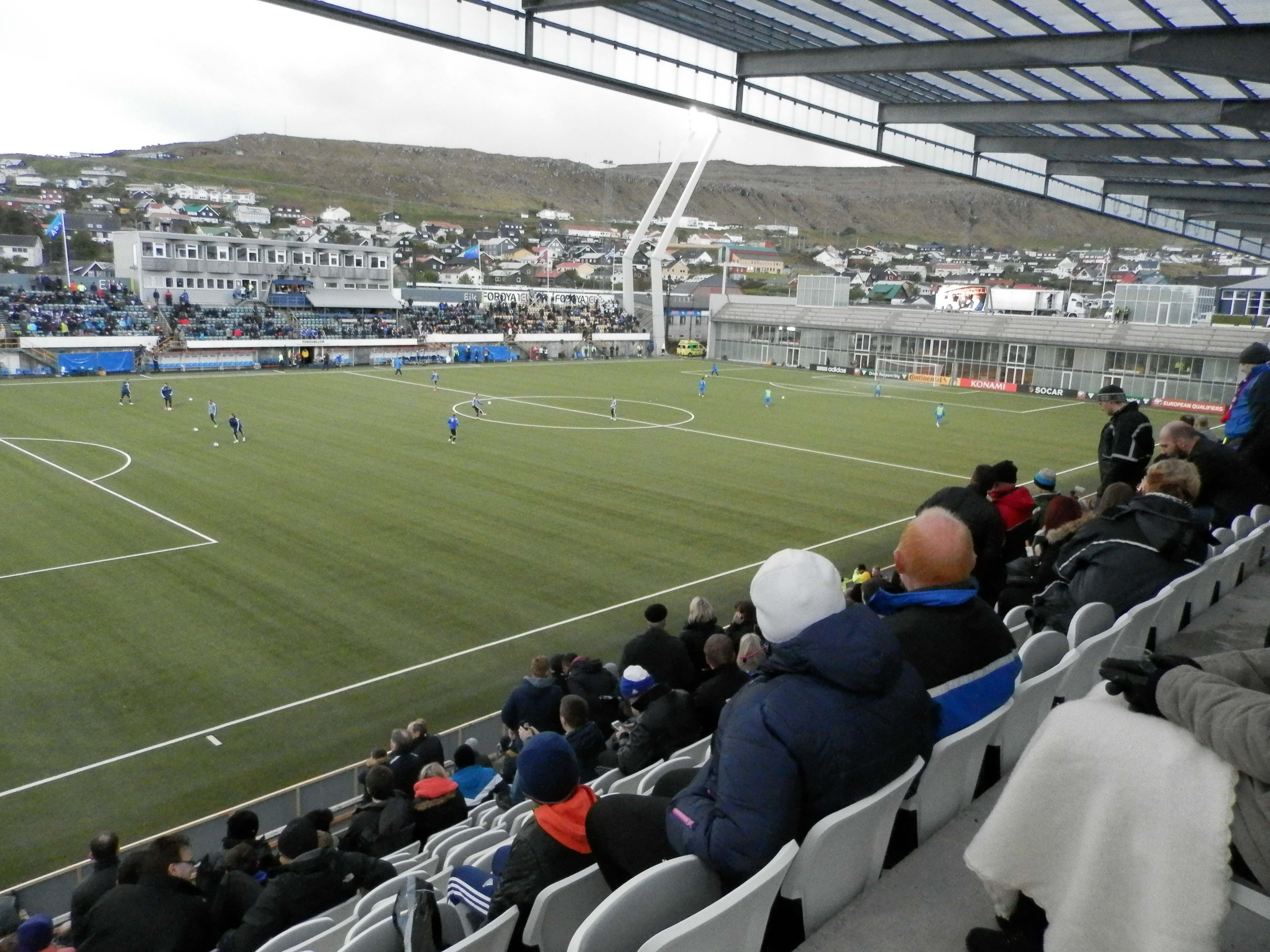
Blick nach Westen übers Spielfeld
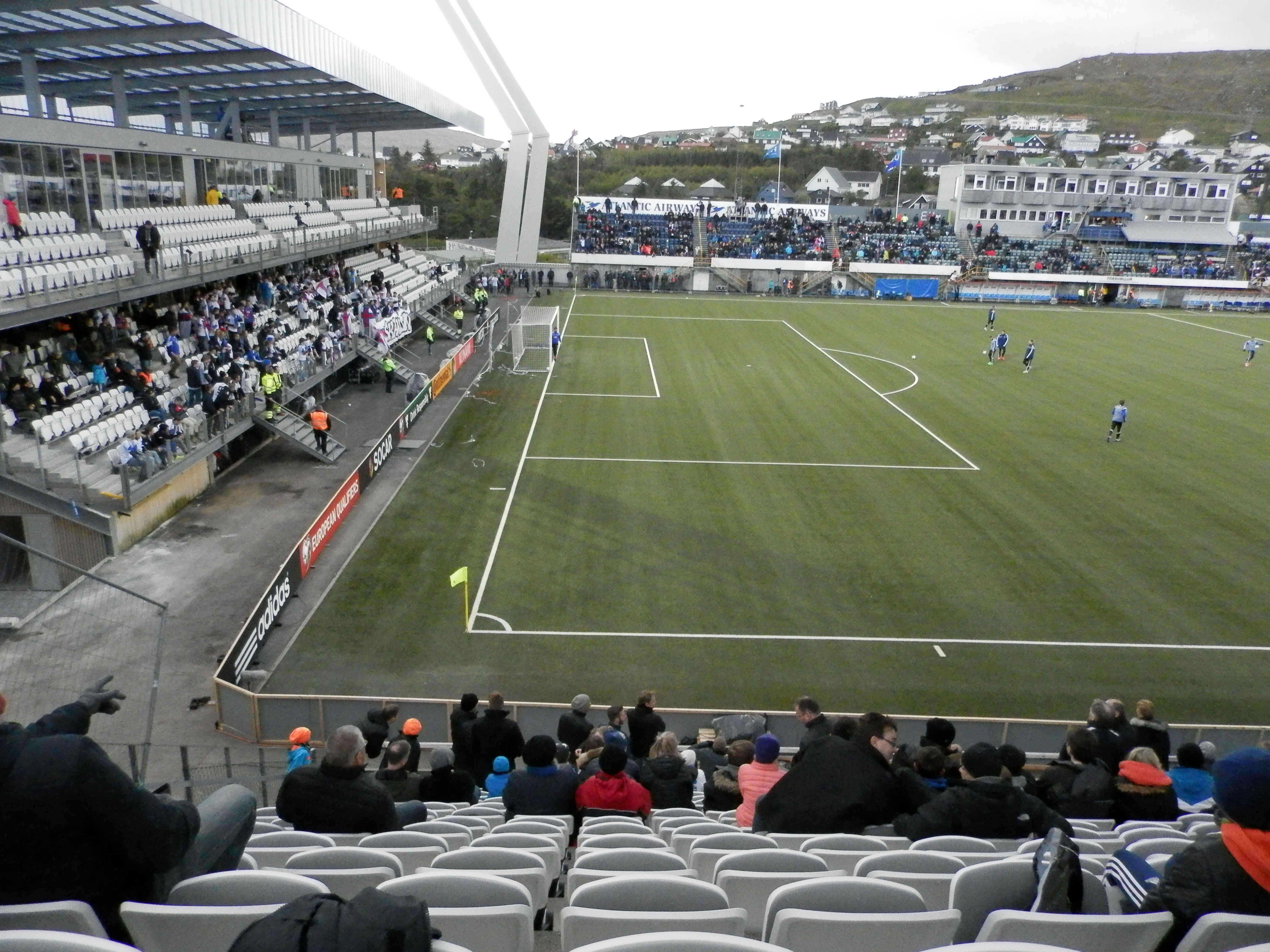
Süd- und Gegentribüne